# Lukáš Klouček
Lukáš Klouček (* 27. September 1987) ist ein ehemaliger tschechischer Radrennfahrer, der vorwiegend im Cyclocross aktiv war.

## Sportlicher Werdegang
Lukáš Klouček wurde 2005 Dritter bei der tschechischen Meisterschaft im Einzelzeitfahren der Juniorenklasse. Im Cyclocross gewann er 2006 die beiden Rennen des BudvarCups in Mnichovo Hradiště und Hlinsko sowie den Großen Preis von Holé Vrchy. Im Weltcup kam er in der Saison 2006/2007 in Treviso auf einen zweiten Platz in der U23. 2007 wurde Klouček Dritter bei der U23-Europameisterschaft in Hittnau. Bei den Weltmeisterschaften 2008 belegte er in der U23-Klasse wie schon im Vorjahr den sechsten Platz. In der Saison 2009/10 startete Klouček in der Elite und kam nur noch bei kleineren Rennen unter die Top 10.
Als Junior sowie 2008 und 2009 nahm Klouček auch mehrfach an Straßenradrennen teil, blieb aber ohne nennenswerte Ergebnisse.
Nach der Saison 2009/10 beendete Klouček im Alter von 22 Jahren seine Karriere im Radsport.

## Familie
Sein Vater Petr Klouček war ebenfalls Radrennfahrer.

## Erfolge
2006/07
- zwei Rennen Budvar Cup, Mnichovo Hradiště und Hlinsko
- Velika Cena Holé Vrchy

2007/08
- Europameisterschaften (U23)

## Teams
- 2008–2010 Sunweb-Pro Job